# Leptobasis raineyi
Leptobasis raineyi là loài chuồn chuồn trong họ Coenagrionidae. Loài này được Williamson mô tả khoa học đầu tiên năm 1915.